# Miasma (Band)
Miasma war eine österreichische Death-Metal-Band aus Wien, die 1990 gegründet wurde, sich 1993 auflöste und nach einer kurzen Phase als Progressive-Metal-Band 1994/96 im Jahr 2004 erfolglos wiedererstand, sodass sie sich 2008 erneut auflöste.

## Geschichte
Miasma wurde im November 1990 von dem Gitarristen Peter Prochazka, dem Bassisten Johannes „Attems“ Attems und dem Schlagzeuger Gregor „Capral Adorator“ Schmidt in Wien gegründet. Schmidt war zu diesem Zeitpunkt außerdem in der Band Caldera tätig, in der unter anderem der Gitarrist Günter „Ares Cancer“ Kostistansky und der Sänger Gerhard "Gorehead" Siedl spielten. Der erste Miasma-Auftritt fand im Dezember 1990 im Wiener Hardrock-Club Graffiti mit dem Sänger Christian Woditsch statt. Schmidt spielte an diesem Abend in beiden Bands Schlagzeug. Er entschied sich bald, sich voll und ganz auf eine Band zu konzentrieren. Da er Miasma den Vorzug gab, war er gewissermaßen der Auslöser für den prompten Zerfall Calderas. Im März 1991 nahm Miasma ein Demo namens Godly Amusement auf. Produziert wurde es vom Pungent Stench-Frontmann Martin Schirenc. Der Sängerposten war in der Anfangszeit unbeständig. Auf dem Demo ist bereits Gerhard Siedl zu hören. Günter Kostistansky komplettierte kurze Zeit später das Quintett.
Im Oktober 1991 trat Miasma mit den beiden österreichischen Bands Disharmonic Orchestra und Disastrous Murmur sowie den Deutschen Ulcerous Phlegm in der Arena Wien auf. Im selben Monat bot ihr das Ein-Mann-Label Lethal Records einen Vertrag an und schickte sie ins Studio, wo eilig ein Album eingespielt und abgemischt wurde, ehe im Dezember das nächste Konzert mit etablierten Bands des Genres anstand. Dies waren Asphyx, Samael und Silent Death im Metal Club im schweizerischen Flums. Es folgte im Januar 1992 eine Show mit den noch bekannteren US-Bands EvilDead und Lääz Rockit im Wiener Rockhaus. Kurz darauf erschien das Album Changes, war aber lediglich über Mailorder erhältlich. Das kleine, später wegen seines Umgangs mit den Künstlern umstrittene, Label hatte Mühe, genügend Stückzahlen herzustellen und für einen guten Vertrieb zu sorgen. Obwohl die organisatorischen Defizite vermindert wurden, erfuhr das Album keine große Verbreitung. Nichtsdestotrotz standen nunmehr den beiden Death-Metal-Bands aus Klagenfurt, Disharmonic Orchestra und Disastrous Murmur, in Pungent Stench und Miasma auch zwei Wiener Death-Metal-Vertreter mit landesübergreifender Wirkung gegenüber. Weitere große Namen begleitete Miasma im Juni 1992: At the Gates und Therion aus der Death-Metal-Hochburg Schweden. (Die vierte Band war Betrayer aus Polen.) Anschließend spielten Miasma mit At the Gates und Therion in Leipzig und waren Headliner des Death-Metal-Festivals "Shark Attack" im polnischen Biala Podlaska. Die Wiener Arena wurde danach ein weiteres Mal bespielt. Auf dem Programm standen neben den beiden lokalen Death-Metal-Flaggschiffen noch der schwedische Headliner Unleashed und die Klagenfurter Kollegen vom Disharmonic Orchestra. In Wels eröffnete Miasma dann für die stilistisch anders ausgerichtete deutsche Gruppe Axxis.
Gegen Ende des Jahres konnte das Album im regulären Handel erworben werden. Somit war der Zeitpunkt für eine verkaufsfördernde Maßnahme günstig, weshalb im November 1992 eine dreiwöchige Tour mit Disharmonic Orchestra durch Deutschland, die Niederlande, Dänemark, Schweden und Österreich startete. Im Januar 1993 schloss sich die Aufnahme der EP Love Songs an. Nach der Beendigung ging es wieder auf die Bühne, denn man war in Pforzheim zusammen mit Blood, Amaymon und Eternal Curse gebucht. Mit Lethal Records kam es wegen Abrechnungsdifferenzen zum Zerwürfnis. Die Tonträger waren von der Band vorfinanziert worden und es hätte eine Rückzahlung aufgrund der Verkäufe stattfinden müssen, die jedoch ausgeblieben war. Die EP war noch nicht einmal ausgeliefert. Dies führte auch innerhalb der Band zu Verdruss und Streit. Als erster ging der Manager, da er per se für die finanziellen Belange verantwortlich zeichnete. Aber auch die Musiker untereinander wurden sich nicht mehr einig, was in der Bandauflösung im Sommer 1993 eskalierte. Damit wurden die Pläne für eine zweite CD, deren Arbeitstitel The Man is at the Door gelautet hatte, obsolet.
Johannes Attems, Gregor Schmidt und Peter Prochazka blieben zusammen, um nun unter dem Namen Missing Link Progressive Metal zu spielen. Zu ihnen gesellte sich kurz danach Georg Wilfinger und man nannte sich wieder Miasma. Es entstand das Demo Miasma 1995, eingespielt Ende Oktober 1995. Man absolvierte mehrere Auftritte in kleineren Clubs und gab ein Abschiedskonzert auf dem Rock-on-the-Water-Festival im Strandbad Greifenstein im Juli 1996. 2001 erschien bei Napalm Records eine unautorisierte Wiederveröffentlichung beider offizieller Tonträger auf einer CD. Zu einer Reunion kam es im Herbst 2004. Ausgegangen war sie von Günter Kostistansky, der Gregor Schmidt, Johannes Attems und Gerhard Siedl (also alle außer Peter Prochazka) gefragt hatte, ob sie Miasma noch einmal anschieben wollten. Ein zweiter, unbekannt gebliebener Gitarrist wurde angeheuert, sodass im Frühjahr 2005 die neue Besetzung stand. Den Gitarristen hielt es jedoch nicht lange in der Band. Dann verließ Attems wegen Zeitknappheit das Projekt wieder. Schmidt widmete sich daraufhin erst einmal seiner Band The Flow, bis diese die Segel strich. Als er zurückkehrte, waren die freien Posten mit Johnny Patrascu an der Gitarre und Michael Fischer am Bass besetzt. Das war Weihnachten 2005. Der Jahreswechsel 2005/2006 war geprägt vom Üben der Lieder des Changes-Albums und dem Einstudieren neuer Kompositionen. Außerdem lotete man Auftrittsmöglichkeiten aus. Erst ein Jahr später setzte man die Konzerttätigkeit tatsächlich fort, und zwar im November 2007 als Headliner des Hallenfestivals „Metalzone Kaltenbach Part 8“ in Wien. Im Viper Room, ebenfalls in der österreichischen Hauptstadt, war man im Januar 2008 Hauptgruppe des Hellfestes.
Als Siedl erkrankte, musste er vertreten werden. Abermals wurde Wilfinger zum Miasma-Sänger erkoren. Im Mai 2008 gab es noch einmal einen Auftritt in St. Pölten mit unter anderem Angelcorpse aus den USA. Ende des Monats stiegen Johnny Patrascu, Michael Fischer und Gregor Schmidt geschlossen aus. Dies kam einer Auflösung gleich. Patrascu, Fischer und Schmidt zogen den Siedl-Vertreter Georg Wilfinger hinzu und komplettierten sich mit Alin Kalam an der zweiten Gitarre. Aus mehreren (zwecks Namensdopplungsvermeidung von Google-Durchgängen flankierten) internen Abstimmungsrunden ging der Namensvorschlag Destination Void von Gregor Schmidt als Sieger hervor. Miasma ist de facto nicht weiter existent.

## Stil
Für das Rock Hard nahm sich Markus Müller dreimal der Band beziehungsweise derer Veröffentlichungen an. In Heft Nr. 60 heißt es: „Musikalisch wird eine relativ derbe Kost serviert, als da wären: Langsame, doomige Parts, vereint mit schnellen, dennoch im großen und ganzen kontrollierten Ausbrüchen sowie tiefsten Grunzvocals, die allerdings weniger klischeehaft als bei Suffocation oder Benediction wirken.“ In Ausgabe 66 gibt er seine Eindrücke in anderen Worten wieder. Zwischenzeitlich empfand er nur den Originalitätsgrad höher als beim Erstkontakt. Einen Vergleich stellt er in Heft 79 an, wobei er Obituary und Morbid Angel weniger hart einstufte, Autopsy sei der geeignetere Gradmesser. Im Metal Hammer rezensierten Robert Müller und Martin Wickler die Tonträger. Changes liege, schrieb Müller, anders als die Werke ihrer Landsmänner von Pungent Stench und Disharmonic Orchestra, voll im Zentrum dessen, was man Death Metal nenne. So typisch das Klangbild aus „urbösem, finster runtergerifftem Death Metal“ auch sei, die Arrangements seien ansprechend, das Tempo „mittel- bis ultraschnell“, der Gesang „düster und recht dumpf“, einzig Flair und Charisma (wie sie Samaels Worship Him aufweise) fehlten. Love Songs stehe in der Tradition des Death Metals, enthalte allerdings „einige etwas unmotivierte Breaks“. Der gebotene Death/Doom Metal sei trotz der Texte („geschmacklos bis zum Abwinken“) von bleibendem Wert, schrieb Wickler anlässlich der Wiederveröffentlichung. Seine Musikbeschreibung: „Größtenteils doomen die Songs in Bereichen mit Bosheitsfaktor zehn, die Gitarren sägen in ultratiefen Regionen.“
Metallian.com ordnet Miasma dem „brutalen Death Metal“ zu. Auf der Brutal News genannten Website des DeathGrind-Magazins wird angegeben, Miasma stehe für „Old-School-Death-Metal“, der etwas langsamer gespielt sei, sodass er beim Eröffnungsstück der LP, Baphomet, schon in den Doom-Bereich abgleite. Er sei – bis auf den Gesang – weniger „räudig“. Die Texte seien auch nicht so abartig brutal wie bei vergleichbaren Bands, zum Beispiel Pungent Stench. Deathmetal.org charakterisiert den Stil als Doom Metal, der mit der schlichten amerikanischen Variante des Death Metals gekreuzt werde und daher wie Morpheus Descends oder Baphomet klinge. Im Vergleich zu den Vertretern des Death-Metal-Mutterlandes Schweden liege Miasma auf der Ebene von Grave und Unscanny, und wenn eine „doomige Melodie“ hinzutrete nahe bei Candlemass. In Sachen Bedrohlichkeit rangiere sie auf jeden Fall vor Entombed. Im Gegensatz zu At the Gates und Therion sei Miasma „schwere Kost“ („delicate fare“).

## Diskografie
- 1991: Godly Amusement (Demo, Eigenproduktion)
- 1992: Changes (Album, Lethal Records)
- 1992: Live Leipzig (Tonkassette, Eigenproduktion)
- 1993: Love Songs (EP, Lethal Records)
- 1995: Miasma 1995 (Demo, Eigenproduktion)
- 2001: Changes/Love Songs (Kompilation, Napalm Records)